# Monte Érebo
O monte Érebo ou monte Erebus é um estratovulcão que se localiza na Antártida, na ilha de Ross. Tem quase 3 800 metros de altitude e continua ativo continuamente desde 1972 (é o vulcão ativo mais meridional da Terra). Liberta vários jatos de vapor. Já foram encontrados vestígios de lava no gelo da ilha de Ross. É presentemente um dos mais ativos vulcões do mundo, em conjunto com o Kīlauea (no arquipélago Havaiano) (oceano Pacífico), o Stromboli, o Etna (Itália) e o Piton de la Fournaise (Reunião).

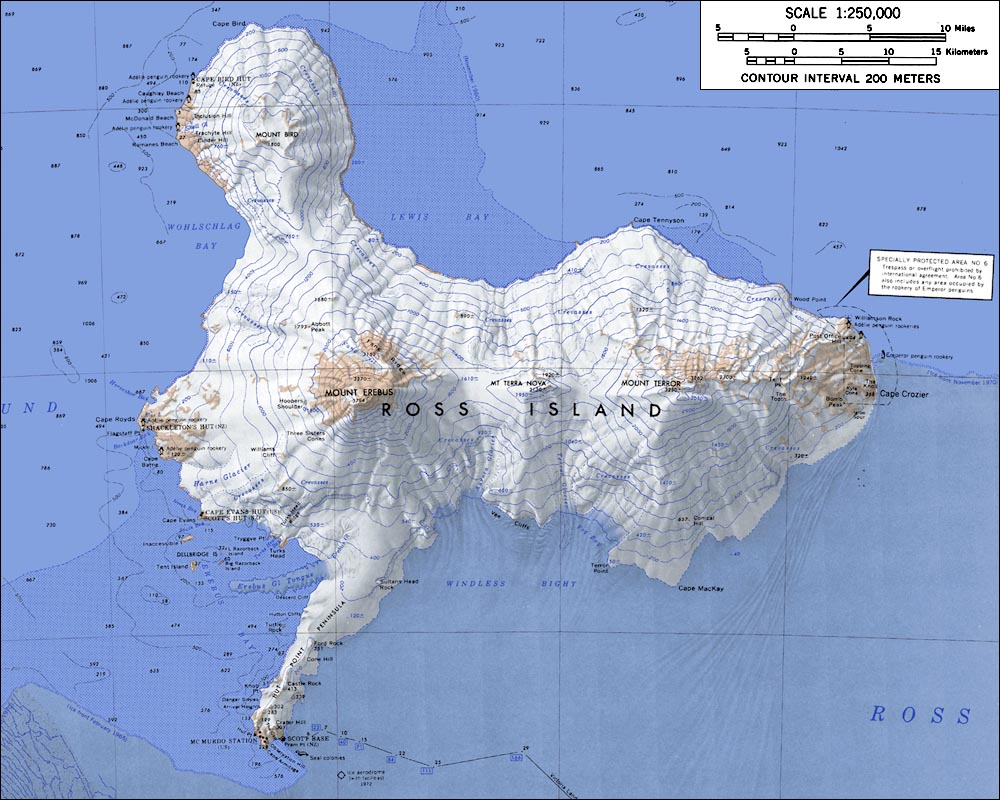
Mapa topográfico da Ilha de Ross

O monte Érebo foi descoberto em 1841 pelo explorador polar sir James Clark Ross que lhe deu o nome, bem como ao monte Terror. Érebo e Terror eram os nomes dos navios que Ross levou para os mares austrais. Érebo era um deus grego primordial, filho de Caos.
O monte Érebo é atualmente o mais ativo vulcão da Antártida. O cume contém um lago de lava permanente que regista diariamente erupções estrombolianas. Em 2005, pequenas erupções de cinza e um pequeno fluxo de lava foram observados escorrendo do lago de lava.

## Acidente aéreo
No dia 28 de novembro de 1979 o Voo Air New Zealand 901, fretado para observação aérea na Antártida, saído do Aeroporto de Auckland, na Nova Zelândia, terminou quando o avião colidiu com o monte, matando todas as 257 pessoas a bordo, sendo 237 passageiros e 20 tripulantes.